# Höhlenbuch

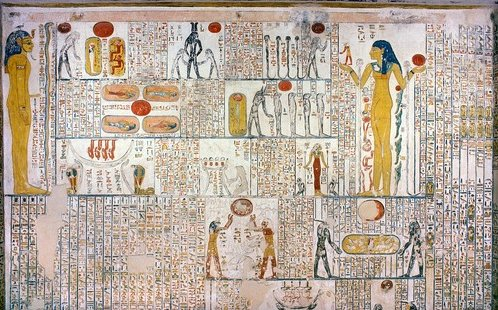
4./5. Szenentableau des Höhlenbuches im Grab Ramses’ VI.

Das modern als Höhlenbuch bezeichnete Werk ist nach dem Amduat und dem Pfortenbuch das jüngste der drei großen altägyptischen Unterweltsbücher. Das Werk beinhaltet selbst keinen originalen Titel. Der moderne Name erklärt sich aus der Beobachtung, dass die Wesen der Unterwelt in diesem Werk insbesondere in Höhlen und Gruben verortet werden. Es wird daher gelegentlich mit dem sogenannten Grüftebuch verwechselt. Ursprünglich hat man sich eine lange Papyrusschrift vorzustellen, die neben in Tableaus angeordneten farbigen Bildszenen insbesondere auch kursivhieroglyphische Beischriften und Erläuterungen enthielt.

## Datierung
Das Höhlenbuch ist mit großer Wahrscheinlichkeit im 13. Jahrhundert v. Chr., d. h. zur Regierungszeit der 19. Dynastie, genauer gesagt in der späten Regierungszeit Sethos’ I., zur Regierungszeit Ramses’ II. oder in der frühen Regierungszeit Merenptahs entstanden.

## Inhalt
Wie die zwei älteren Großen Unterweltsbücher so beschreibt auch das Höhlenbuch zuallererst die „Reise des Sonnengottes Re“ vom West- zum Osthorizont durch die Unterwelt – insbesondere die göttlichen Wesen, denen er dort begegnet, und seine Interaktion mit diesen Wesen. Wichtige Wegmarken sind der Besuch der vergöttlichten Verstorbenen, der Besuch des Leichnams des Osiris und seiner eigenen Leiber, sowie der Austritt aus der Unterwelt an den Himmel, d. h. der Sonnenaufgang. Des Weiteren zieht der Sonnengott an Höllenregionen vorüber, in denen die Feinde der Schöpfungsordnung vernichtet werden. Im Ansatz wird im Höhlenbuch auch die gedachte topographische Struktur der Unterwelt wiedergegeben.

## Struktur
Das Höhlenbuch ist nicht wie die zwei älteren Großen Unterweltsbücher in zwölf Stundenanschnitte unterteilt. Stattdessen besteht es im Kern aus „sieben Szenen-Tableaus“ mit insgesamt ca. 80 Einzelszenen. Mit Ausnahme der ersten zwei Tableaus sind in und neben den Szenen jeweils identifizierende Bezeichnungen, erläuternde Beischriften und wörtliche Reden insbesondere des Sonnengottes beigeschrieben. Zwischen den sieben Szenentableaus finden sich jeweils größere Textblöcke, die inhaltlich jeweils in der Regel das vorausgehende Tableau betreffen und mehrere Anrufungslitaneien enthalten.

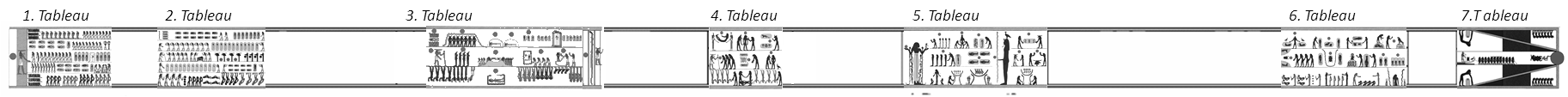
Schema des Höhlenbuches

## Funeräre Rezeption und Redaktion
Wie die beiden älteren Großen Unterweltsbücher so wurde auch das Höhlenbuch sekundär im Grab-Kontext eingesetzt – konkret zunächst in Königsgräbern, später auch in Gräbern nicht-königlicher Personen. Im Rahmen dieser Rezeption wurden in einer Textkopie, die als Dekorationsvorlage für die Königsgräber dienen sollte, nachträglich Sätze hinzugefügt, die die Jenseitshoffnungen des Königs für ihn heraufbeschwören und ihn dabei explizit namentlich nennen. Auch für die Rezeption des Höhlenbuches auf dem Sarkophag Tjihorptos wurden individuelle Sätze hinzugefügt.

## Belege
Heute sind 13 Textzeugen des Höhlenbuches bekannt:
| Textzeuge                                                        | Verortung                                    | Umfang                                    | Datierung                     |
| ---------------------------------------------------------------- | -------------------------------------------- | ----------------------------------------- | ----------------------------- |
| Osireion des Osiris-Tempels von Abydos                           | Zugangskorridor                              | vollständig                               | spätes 13. Jh. v. Chr.        |
| Grab des Königs Ramses IV. (KV 2)                                | Dritter Korridor; Annex                      | 1. und 2. Tableau                         | Mitte 12. Jh. v. Chr.         |
| Grab des Königs Ramses VI. (KV 9)                                | Oberer Grabteil                              | nahezu vollständig                        | Mitte 12. Jh. v. Chr.         |
| Grab des Königs Ramses VII. (KV 1)                               | (Erster) Korridor                            | 1. Tableau                                | zweite Hälfte 12. Jh. v. Chr. |
| Grab des Königs Ramses IX. (KV 6)                                | Erster und Zweiter Korridor; Sarkophagkammer | 1.–5. Tableau in Ausschnitten             | spätes 12. Jh. v. Chr.        |
| Funerärpapyrus der Königin Nedjmet (pBM EA 10490)                |                                              | 1., 2., 4. und 7. Tableau in Ausschnitten | Mitte 11. Jh. v. Chr.         |
| Papyrusamulett des Beamten Butehamun (pTurin 1858)               |                                              | eine Szene                                | Mitte 11. Jh. v. Chr.         |
| Mumienkartonage (Louvre [Verbleib unbekannt])                    |                                              | eine Szene                                | (wohl 1. Jahrtausend v. Chr.) |
| Grab des Bürgermeisters Montemhet (TT 34)                        |                                              | wohl vollständig (fast ganz zerstört)     | zweite Hälfte 7. Jh. v. Chr.  |
| Grab des 'Obersten Vorlesepriesters' Petamenophis (TT 33)        | Raumfolge XVII–XIX                           | vollständig                               | zweite Hälfte 7. Jh. v. Chr.  |
| Textblöcke aus Roda                                              |                                              | mindestens 1. und 2. Tableau              | (wohl 1. Jahrtausend v. Chr.) |
| Sarkophag des Generals Petiëse (Berlin Nr. 29)                   | Deckeloberseite                              | eine Szene                                | um das 4. Jh. v. Chr.         |
| Sarkophag des Finanz-/Agrarverwalters Tjihorpto (Kairo CG 29306) | Außenseite; Deckeloberseite                  | 1., 2., 5. und 6. Tableau in Ausschnitten | 4. Jh. v. Chr.                |

Mit Hilfe einer textkritischen Analyse ließ sich die naheliegende Vermutung bestätigen, dass zum einen die Kopien in den Königsgräbern eine überlieferungsgeschichtliche Gruppe bilden, zum anderen die zwei Sarkophage aus dem 4. Jh. v. Chr., die beide in Saqqara gefunden wurden. Darüber hinaus ließ sich beweisen, dass die Textzeugen des 7.–4. Jh. v. Chr. überlieferungsgeschichtlich mit der Kopie im Osireion zusammenhängen. Der Textzeuge im Grab des Petamenophis belegt, dass die ägyptischen Schriftgelehrten des 7. Jhs. v. Chr. zwei Textkopien kollationiert haben – eine Kopie der Osireion-Version und eine Kopie der Version im Grab Ramses’ VI.

## Kreative antike Rezeption
Einzelne Szenen des Höhlenbuches dienen schon kurz nach dessen Entstehung als Inspiration für mehrere weitere Szenen: Das Schlussbild inspiriert eine Szene für die Dekoration der Sarkophagkammern der Königsgräber von Merenptah bis Ramses III. (KV8, KV14, KV11). Mehrere andere Szenen der Dekoration der Königsgrabkammern des 12. Jhs. v. Chr., die als Teil eines weiteren Werkes, des sogenannten Erdbuchs gelten, ähneln Szenen des Höhlenbuches und sind möglicherweise von diesem inspiriert.
Die Textzeugen auf der Mumienkartonage im Louvre und auf dem Sarkophagdeckel des Tjihorpto weichen deutlich vom Original im Höhlenbuch ab bzw. erweitern dieses. Diese 'Textzeugen' können daher auch als Beispiele einer kreativen 'Rezeptionen' des Höhlenbuches klassifiziert werden.